# Astragalus cytisoides
Astragalus cytisoides — вид квіткових рослин з родини бобових (Fabaceae). Ареал охоплює такі країни: Казахстан (хребет Каратау).

## Середовище
Це багаторічний чагарник, що росте на гравійних плато та гірських схилах у невисоких пагорбах пустель, на південних схилах гір та перевалів. Хоча на цю територію впливає інтенсивна сільськогосподарська діяльність, збирання врожаю та надмірне випасання худоби, невідомо, як ці загрози можуть впливати на цей вид, оскільки точних даних про місцевість немає.